# Joseph Ludwig Mertens
Joseph Ludwig Mertens, genannt Louis (* Oktober 1781 in Bonn; † 10. August 1842 in St. Thomas bei Andernach), war ein deutscher Bankier, Rittergutsbesitzer und Stadtrat.

## Leben

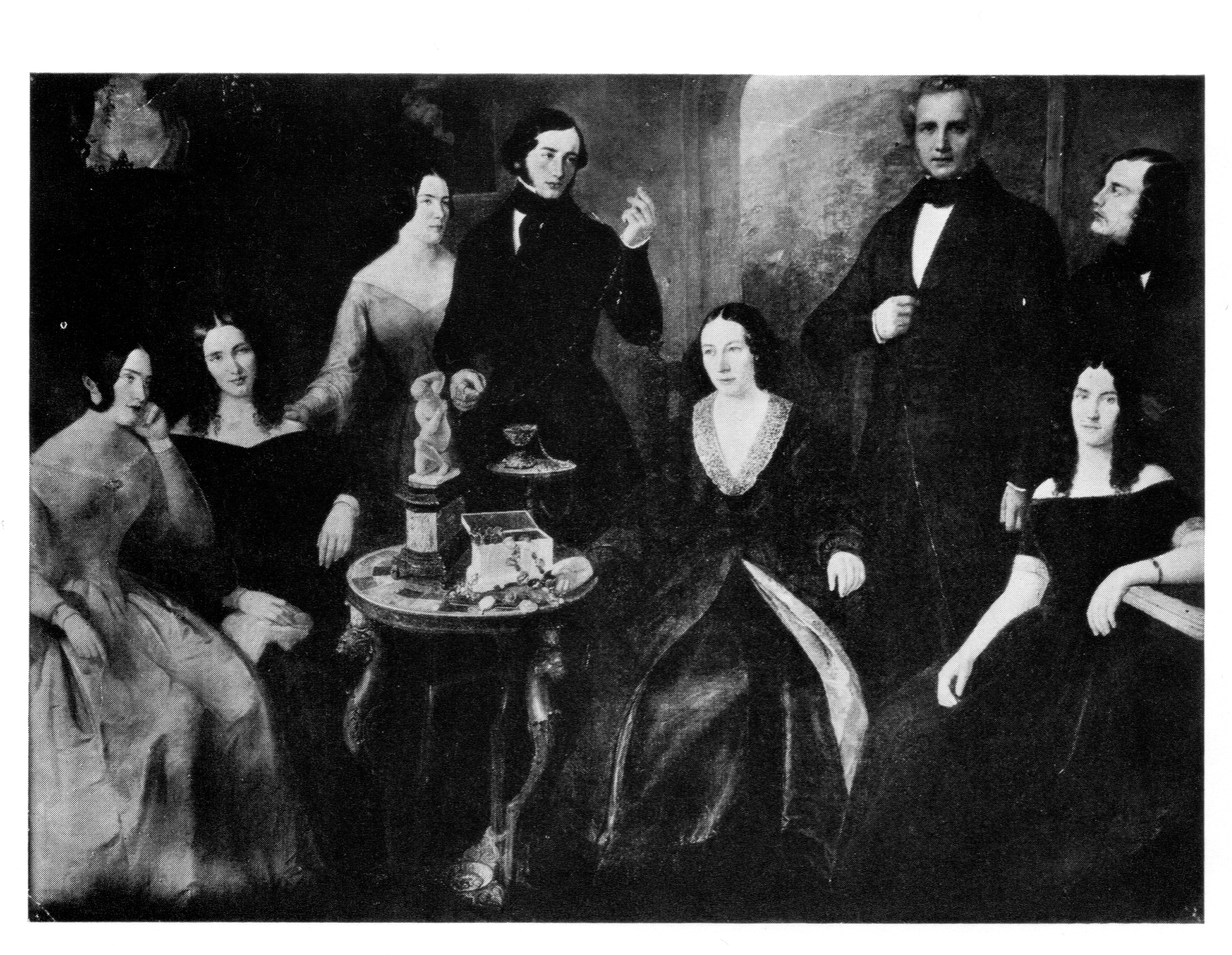
Joseph Ludwig Mertens (3. von rechts) im Kreise seiner Familie. Ölgemälde von Carl Friedrich Schmid, 1843

Mertens war Sohn eines Bonner Weinhändlers und Eigentümer eines Kölner Geschäftshauses. Am 12. Juni 1816 heiratete er die neunzehnjährige Kölner Bankierstochter Sibylle Schaaffhausen. Die Ehe, aus der in rascher Folge sechs Kinder hervorgingen, war auf Betreiben seines künftigen Schwiegervaters Abraham Schaaffhausen geschlossen worden, der damit die Unternehmensnachfolge seines Kölner Bankhauses sicherstellen wollte. Das junge Paar zog im August 1816 in das der Familie Schaaffhausen gehörende Haus in der Kölner Trankgasse Nr. 21. Mertens übernahm noch im gleichen Jahr die Leitung der Bank; ab 1820 wurde er Teilhaber. Am 1. Januar 1830 wurde er frühzeitig durch seinen Schwager Wilhelm Ludwig Deichmann abgelöst, da ihn seine Schwiegermutter Therese Schaaffhausen für überfordert hielt. Auf der Suche nach einer neuen Tätigkeit wurde er im Herbst 1832 durch den Kauf einer Gerberei, die sich in den Räumen des ehemaligen Augustinerinnenklosters St. Thomas bei Andernach befand, zum Fabrikanten.
Ebenfalls mit dem Vermögen, das ihm durch die Heirat mit Sibylle Schaaffhausen zugefallen war (er selbst besaß zum Zeitpunkt der Eheschließung mit 6.000 Talern lediglich einen Bruchteil des Schaaffhausenschen Vermögens,) erwarb er 1834 die Domäne Petersberg. Sybille Mertens-Schaffhausen ließ das Anwesen in der Folge zum Sommersitz ausbauen, auf dem sie einen großen Teil ihrer Zeit verbrachte. Die charakterlich sehr verschiedenen Eheleute waren einander nicht zugeneigt und verbrachten so wenig Zeit wie möglich zusammen: Er lebte meistens in Köln, sie in Bonn.
Mertens starb nach einer Geschäftsreise an Brustwassersucht. Er liegt in Andernach begraben.